# Zeppelin (Konzern)
Die Zeppelin GmbH mit der Zentrale in Garching bei München und dem juristischen Sitz in Friedrichshafen ist die Holding eines international tätigen Handels-, Engineering- und Dienstleistungskonzerns, der Produkte und digitale Dienstleistungen in den Bereichen Vertrieb und Service von Baumaschinen, Vermietung, Antriebs- und Energiesysteme sowie Engineering und Anlagenbau anbietet.
Der Konzern ist mit über 10.000 Mitarbeitern in 26 Ländern vertreten. Im Geschäftsjahr 2023 wurde ein Umsatz von über 3,9 Mrd. Euro erwirtschaftet. Gesellschafter des Konzerns sind die Luftschiffbau Zeppelin GmbH mit 96,25 % und die Zeppelin-Stiftung (in Verwaltung der Stadt Friedrichshafen) mit 3,75 %. Da die Luftschiffbau Zeppelin GmbH wiederum komplett im Besitz der Zeppelin-Stiftung ist, ist die Stiftung mittelbar Alleineigentümerin des Konzerns.

## Geschichte

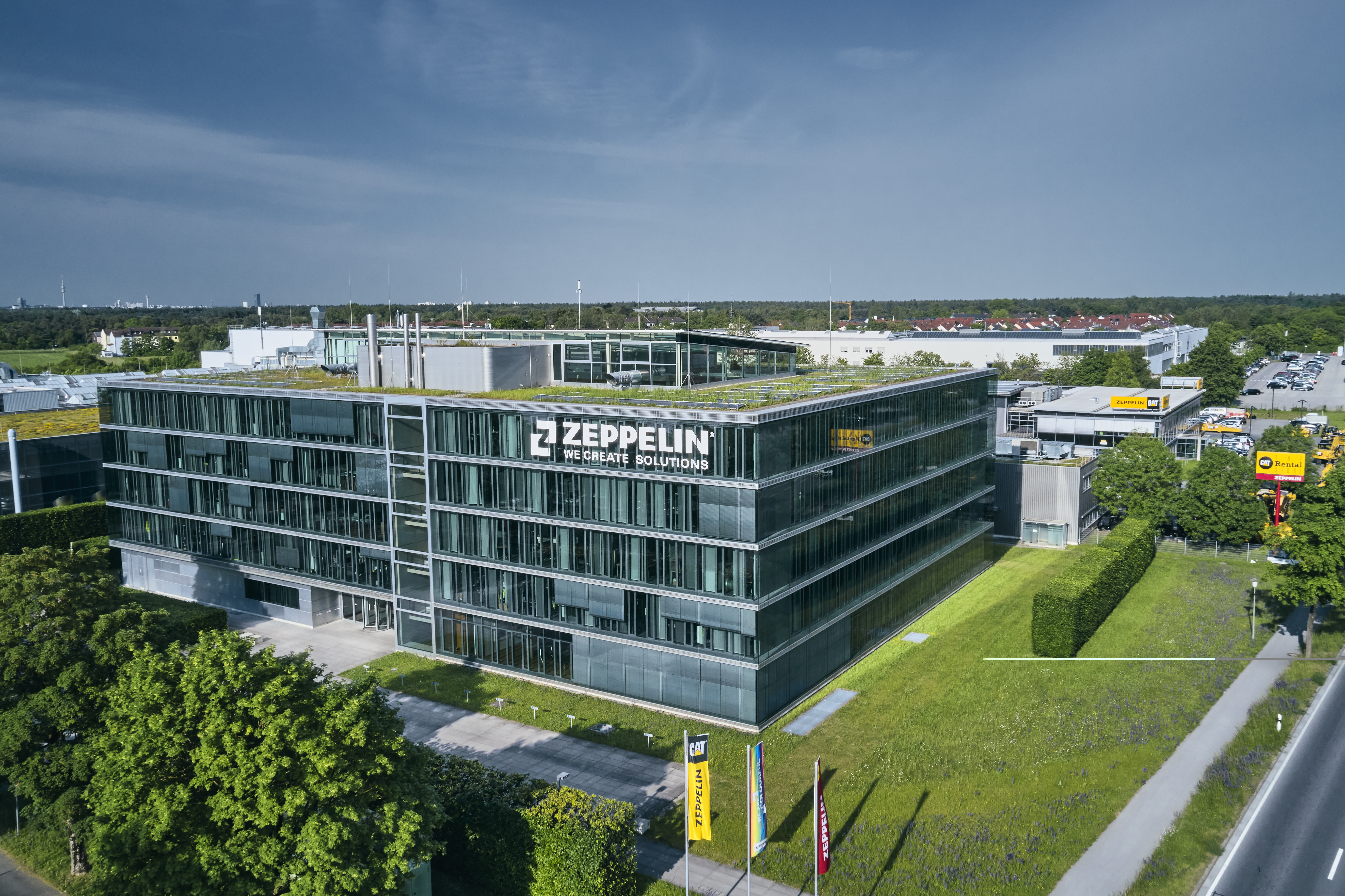
Zeppelin-Zentrale in Garching, 2023

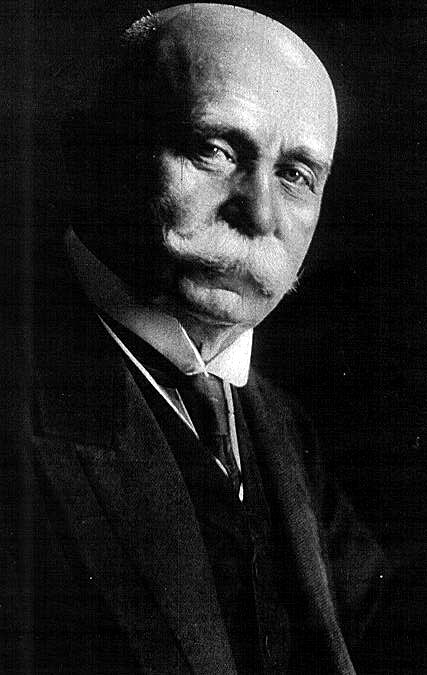
Ferdinand Graf von Zeppelin

### Ab 1908: Ursprünge des Unternehmens
Die Wurzeln gehen zurück auf die Entwicklung des ersten Luftschiffs LZ 1 durch Ferdinand Graf von Zeppelin (1838–1917) und die Gründung der Zeppelin-Stiftung im Jahr 1908.
In Friedrichshafen am Bodensee wurden Anfang des 20. Jahrhunderts über mehrere Jahrzehnte hinweg Luftschiffe gefertigt und später wurde die erste Verkehrsluftschifflinie zwischen Europa und Amerika betrieben. Mit dem Unglück von Lakehurst, bei dem 1937 das Luftschiff Hindenburg in der Nähe von New York zerstört wurde, kam die Geschäftstätigkeit im Bereich Luftschiffbau zum Erliegen.

### 1950–1990: Gründung der Metallwerk Friedrichshafen GmbH
Nach der Zerstörung der Zeppelin-Produktionsstätten während des Zweiten Weltkrieges erfolgte im Jahr 1950 die Gründung der Metallwerk Friedrichshafen GmbH, die später in Zeppelin-Metallwerke GmbH umbenannt wurde. Damit ergab sich eine Neuausrichtung der Geschäftstätigkeiten im Bereich des Behälter- und Komponentenbaus.
1954 sicherte sich das Unternehmen die Vertriebs- und Servicerechte für Baumaschinen des amerikanischen Herstellers Caterpillar für Westdeutschland; seit 1990 besteht die Partnerschaft für das gesamte wiedervereinigte Deutschland.

### Seit 1990: Umwandlung in Zeppelin GmbH, internationaler Ausbau
Über die Jahre hinweg baute die Zeppelin-Metallwerke GmbH ihre Geschäftsaktivitäten in weiten Teilen West- und Osteuropas aus. Ab dem 1. Januar 1994 übernahm die Zeppelin-Metallwerke GmbH die Aufgaben einer Managementholding und koordiniert seitdem die Geschäfte des Gesamtkonzerns. Das operative Geschäft in den einzelnen Geschäftsbereichen wurde von neu gegründeten beziehungsweise bereits bestehenden Gesellschaften im In- und Ausland übernommen. Aus der Zeppelin-Metallwerke GmbH entstand 1995 die Zeppelin GmbH.
Seit 1993 werden in Friedrichshafen am Bodensee wieder Luftschiffe gebaut. Die Zeppelin Luftschifftechnik GmbH & Co. KG entwickelt und fertigt Zeppeline mit neuer Technologie. Gesellschafter der Zeppelin Luftschifftechnik sind die ebenfalls mehrheitlich zur Zeppelin-Stiftung gehörende Luftschiffbau Zeppelin GmbH und die ZF Friedrichshafen AG. Diese Geschäftstätigkeit erfolgt unabhängig vom Zeppelin-Konzern.
2003 begann der Ausbau des Vermietgeschäfts von Baugeräten und Baustellenausrüstungen mit der Übernahme des Berliner Gerätevermieters MVS Miete Vertrieb Service. 2006 erfolgte die Bündelung aller Aktivitäten rund um Caterpillar und Maschinenbau-Kiel-Motoren (abgekürzt MaK-Motoren) in einer eigenen Gesellschaft, der Zeppelin Power Systems GmbH & Co. KG. 2010 gliederte der Konzern seine operativen Bereiche in fünf strategische Geschäftseinheiten, die 2020 durch eine weitere – Baumaschinen Nordics – ergänzt wurde. Anfang 2022 startete die 2016 gegründete Zeppelin Lab GmbH mit der Ausgründung ihrer Beteiligungsunternehmen, um ihnen die Möglichkeit zu geben, als eigenständige Unternehmen auf dem Markt zu agieren.
Infolge des russischen Angriffs auf die Ukraine und den nachfolgenden Sanktionen brach das Geschäft des Konzerns in Russland und Belarus ab Februar 2022 weitgehend zusammen. Die Geschäfte in diesen Ländern hatten zuvor rund 500 Millionen Euro Umsatz im Jahr gemacht. Stand 2024 arbeiten unter 100 von ehemals 1.400 Mitarbeitenden in Russland. Das operative Geschäft in Belarus wurde gänzlich eingestellt.
Der Verlust des russischen Marktes führte zu einem Umsatzrückgang um 16 Prozent im Geschäftsjahr 2022, aber durch steigende Verkaufszahlen in anderen Ländern und Geschäftsbereichen wurde bereits 2023 der zweithöchste Gewinn der Firmengeschichte mit 154 Millionen Euro vor Steuern erzielt.
Ende 2024 verkündete der Zeppelin-Konzern die Übernahme der Pon Equipment & Pon Power BV, kurz Pepp Group BV, der Mutterholding des Geschäftes mit Caterpillar Equipment. Dadurch wird der Zeppelin neuer Vertriebspartner von Caterpillar-Produkten in den Niederlanden und Norwegen. Durch die Akquisition erhöht sich der Konzernumsatz der Zeppelin Gruppe von circa 4,0 Mrd. auf 5,1 Mrd. Des Weiteren stoßen weitere 2000 neue Mitarbeiter aus den Niederlanden, Norwegen, Frankreich, Belgien und Nigeria (Afrikaaktivität) zum Konzern.

## Unternehmensstruktur, Geschäftseinheiten und Produkte
Die Zeppelin GmbH ist seit ihrem Bestehen stiftungsgeführt. Die Gesellschafter des Konzerns sind die Luftschiffbau Zeppelin GmbH mit 96,25 % und die Zeppelin-Stiftung mit 3,75 %, wobei die Luftschiffbau Zeppelin GmbH wiederum im Besitz der Zeppelin-Stiftung und diese somit Alleineigentümerin der Zeppelin GmbH ist. Vorsitzender der Geschäftsführung des Zeppelin Konzerns ist Matthias Benz, der im Oktober 2024 die Nachfolge von Peter Gerstmann angetreten hat.
Der Zeppelin-Konzern organisiert seine konzernweite Zusammenarbeit in einer Managementholding, fünf strategischen Geschäftseinheiten und dem Strategischen Managementcenter Group IT Services. Die fünf Geschäftseinheiten sind Baumaschinen Deutschland & Österreich, Baumaschinen International (Vertrieb und Service von Bau-, Bergbau- und Landmaschinen), Rental (Miet- und Projektangebote für Bauwirtschaft und Industrie), Power Systems (Antriebs- und Energiesysteme) sowie Anlagenbau (Engineering und Anlagenbau).

### Baumaschinen Deutschland & Österreich
Die Geschäftseinheit Baumaschinen Deutschland & Österreich ist mit der deutschen Gesellschaft Zeppelin Baumaschinen GmbH sowie der Zeppelin Österreich GmbH der Vertriebs- und Servicepartner des amerikanischen Herstellers Caterpillar in Deutschland und Österreich. Zu den Produkten gehören unter anderem Radlader, Muldenkipper, Kettendozer oder Hybridbagger. Zudem werden Kunden über Einsatz, Finanzierung und Generalüberholung gebrauchter Baumaschinen sowie Steuerungs- und Überwachungssysteme beraten. Bis zu einer Umstrukturierung Mitte 2023 hieß die Geschäftseinheit Baumaschinen Zentraleuropa und umfasste auch andere Länder in näherer Umgebung zu Deutschland und Österreich.

### Baumaschinen International
Die Geschäftseinheit Baumaschinen International umfasst den internationalen Vertrieb von Baumaschinen. Bis Mitte 2023 gab es eine Aufteilung in die beiden Geschäftseinheiten Baumaschinen Nordics, dazu zählten Schweden und Dänemark, sowie Baumaschinen Eurasia mit Ländern in Osteuropa und Zentralasien, wie etwa der Ukraine, Armenien, Tadschikistan, Turkmenistan und Usbekistan. Erst 2020 hatte Zeppelin den Vertrieb von Caterpillar-Baumaschinen auf Schweden, Dänemark und Grönland erweitert, woraufhin Baumaschinen Nordics zu einer eigenen strategischen Geschäftseinheit gemacht worden war. Das Russland-Geschäft musste ab 2022 wegen der Wirtschaftssanktionen nach Beginn des Ukraine-Krieges beigelegt werden. Aufgrund der Auswirkungen des Ukraine-Krieges sowie einer damit einhergehenden Änderung der Marktgegebenheiten und Kundenerwartungen beschloss der Konzern im Jahr 2023, Baumaschinen Nordics und Baumaschinen Eurasia zu Baumaschinen International zusammenzulegen.
Dabei ist die Geschäftseinheit Baumaschinen International für den Vertrieb und Service von Caterpillar-Baumaschinen in diesen Ländern zuständig. Sie bietet Maschinen für die Bereiche Erdbewegung, Materialgewinnung, Abbruch, Recycling und Straßenbau sowie für den Landschaftsbau und die Forstwirtschaft an. Das Produktangebot umfasst zudem unter anderem Spezialmaschinen für den Über- und Untertagebau, Ausrüstung für das Flottenmanagement und Maschinensteuerungssysteme. Ein weiterer Geschäftszweig sind Großgeräte und Systeme der Marke Caterpillar für die Arbeit in Minen und Steinbrüchen.

### Rental

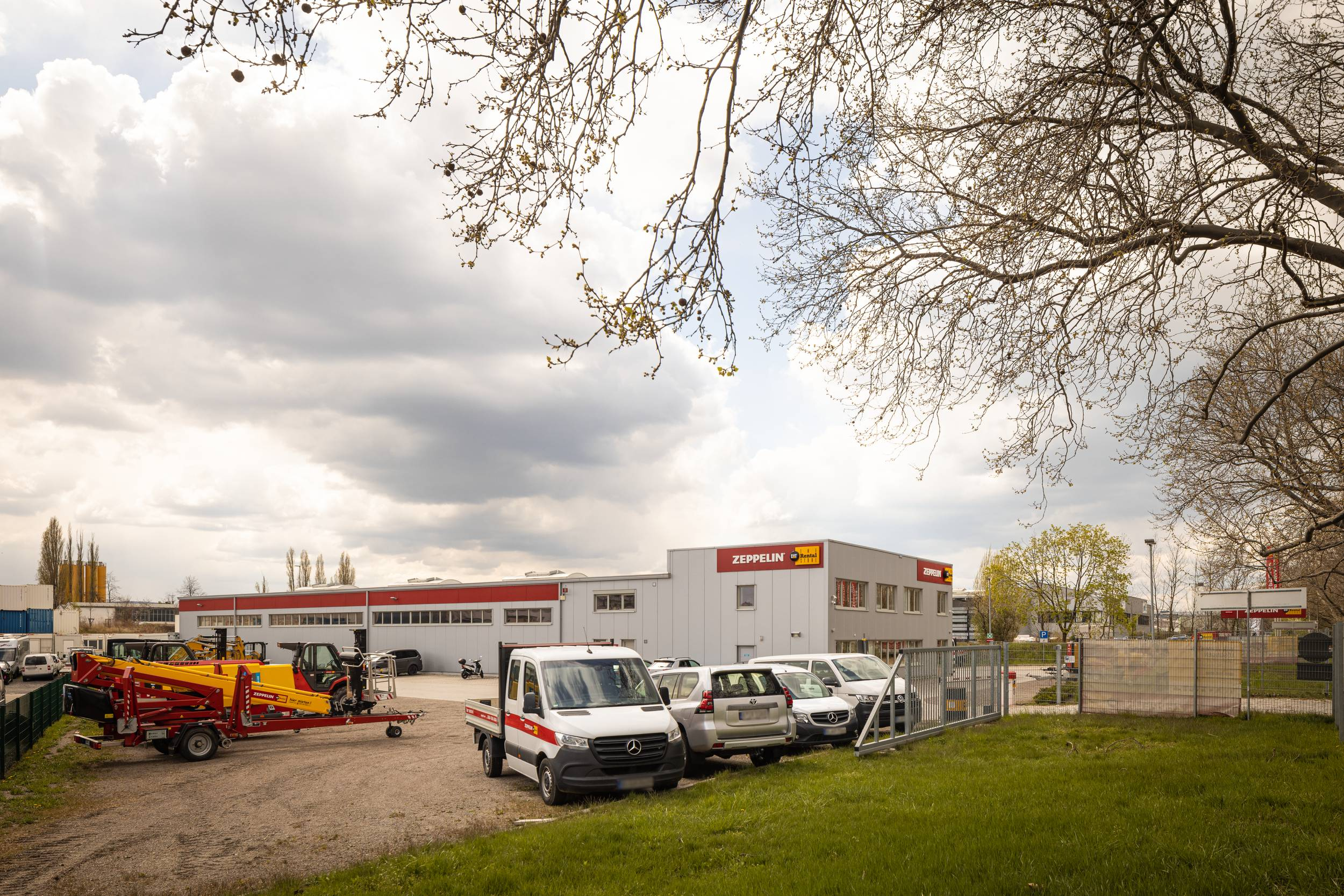
Geschäftsstelle der Zeppelin Rental GmbH in Dresden

Die Geschäftseinheit Rental mit der deutschen Gesellschaft Zeppelin Rental GmbH ist ein Vermietdienstleister für die Bereiche Bau, Industrie, Handwerk und Event. Das Angebot umfasst Mietgerätschaften für Raum- und Infrastrukturprojekte, Verkehrsleitführung, Prüfdienstleistungen, Schulungen sowie Systeme für die Bereiche Flotten- und Projektmanagement, Baulogistik und Energieversorgung. Rental ist aktiv in Deutschland, Österreich, der Slowakischen Republik, der Tschechischen Republik sowie in Schweden und Dänemark. 2022 schloss Zeppelin Rental einen fünfjährigen Rahmenvertrag mit der Deutschen Bahn über die regelmäßige Miete von Baumaschinen und -geräten sowie den Verkauf von Kleingeräten an die Bahn.

### Power Systems
Die Geschäftseinheit Power Systems vertreibt Antriebs- und Energiesysteme für Industrie- und Marineanwendungen, Schienenfahrzeuge, Öl- und Gasindustrie sowie Strom- und Wärmeerzeugung, deren Motoren auf Basis von Diesel-, Gas- und Dual Fuel laufen. Power Systems ist tätig in Armenien, Aserbaidschan (nur MaK-Motoren), Bulgarien (nur MaK-Motoren), Dänemark, Deutschland, Estland (nur MaK-Motoren), auf den Färöer-Inseln (nur MaK-Motoren), in Finnland (nur MaK-Motoren), Georgien (MaK-Motoren), Grönland, Island (nur MaK Motoren), Kasachstan (nur MaK-Motoren), Kirgistan (nur MaK-Motoren), Lettland (nur MaK-Motoren), Litauen (nur MaK-Motoren), Moldawien (nur MaK-Motoren), Mongolei (nur MaK-Motoren), Österreich, Polen (nur MaK-Motoren), Rumänien (nur MaK-Motoren), Russland (nur MaK-Motoren, für Cat-Motoren nur Zentral-, Nordwest- und Südrussland), Schweiz (nur MaK-Motoren), Slowakische Republik, Tadschikistan, Tschechien, Turkmenistan, Ukraine, Ungarn (nur MaK-Motoren), Usbekistan und Zypern (nur MaK-Motoren).

### Anlagenbau
Die Geschäftseinheit entwickelt und fertigt Komponenten und Anlagen für das Handling von Schüttgütern. Die Anlagen werden in der chemischen Industrie, der Kunststoff-, Gummi- und Reifenindustrie sowie in der Nahrungsmittelindustrie eingesetzt. Darüber hinaus bietet der Bereich Aviation and Industrial Service Dienstleistungen für die Luft- und Raumfahrt- sowie Automobilindustrie. Standorte finden sich in Belgien, Brasilien, China, Deutschland, Frankreich, Großbritannien, Indien, Italien, Saudi-Arabien, Singapur, Südkorea und in den USA.

## Nachhaltigkeit
Anfang des Jahres 2023 gründete die Zeppelin Systems GmbH die Zeppelin Sustainable Tire Alliance. Das wichtigste Ziel der Allianz ist die Erhöhung der Menge an Reifen-Rezyklaten für die Produktion von Neureifen.
Ebenfalls 2023 entstand auf dem Zeppelin-Gelände in Friedrichshafen eine neue Lagerhalle auf rund 3.500 Quadratmetern, die mit einer Photovoltaikanlage und einem begrünten Schwammdach ausgestattet ist.
Der Zeppelin Konzern ist Mitglied des Arbeitskreises Forum Compliance Mittelstand (FCM) in Deutschland. Das Forum ist ein freiwilliger Zusammenschluss von mittelständischen Unternehmen und Verbänden und dient der Förderung und Verbreitung eines werteorientierten Wirtschaftens im Mittelstand.
Zudem ist Zeppelin Mitglied der Initiative Fair Company, die sich für eine faire Arbeitswelt einsetzt.

## Soziales Engagement
Zeppelin ist Hauptsponsor der Volleyball-Herrenmannschaft des mehrfachen deutschen Meisters VfB Friedrichshafen sowie der 1. Fußballmannschaft der Männer des VfB Friedrichshafen.
Im Bereich Bildung fördert der Zeppelin-Konzern die im Jahr 2003 gegründete Zeppelin Universität (ZU) in Friedrichshafen und die Jugendstiftung Just!, die herausragende Arbeiten von Schülern und Studenten in den Bereichen Naturwissenschaft und Technik, Wirtschafts-, Sozial- sowie Kulturwissenschaften auszeichnet.
Im Bereich Kultur ist der Zeppelin-Konzern Hauptsponsor für das Kulturhaus Caserne in Friedrichshafen und Unterstützer des Förderkreises des Deutschen Museums. Weiterhin wird die gemeinnützige Organisation Home from Home unterstützt, die sich für eine bessere Zukunft von Waisen, HIV-Infizierten und verstoßenen Kindern in den Townships in der Nähe von Kapstadt einsetzt.